# Cerata
Cerata (singl. ceras, altgr. ἡ κεραία (keraia)=Horn, altgr. κερας (keras)=-horn, -geweih) sind Hautfortsätze, die verschiedene Meeresschnecken bzw. maritime Hinterkiemerschnecken auf ihrem Rücken (dorsal) oder an den Seiten (lateral) ausbilden.

## Funktion

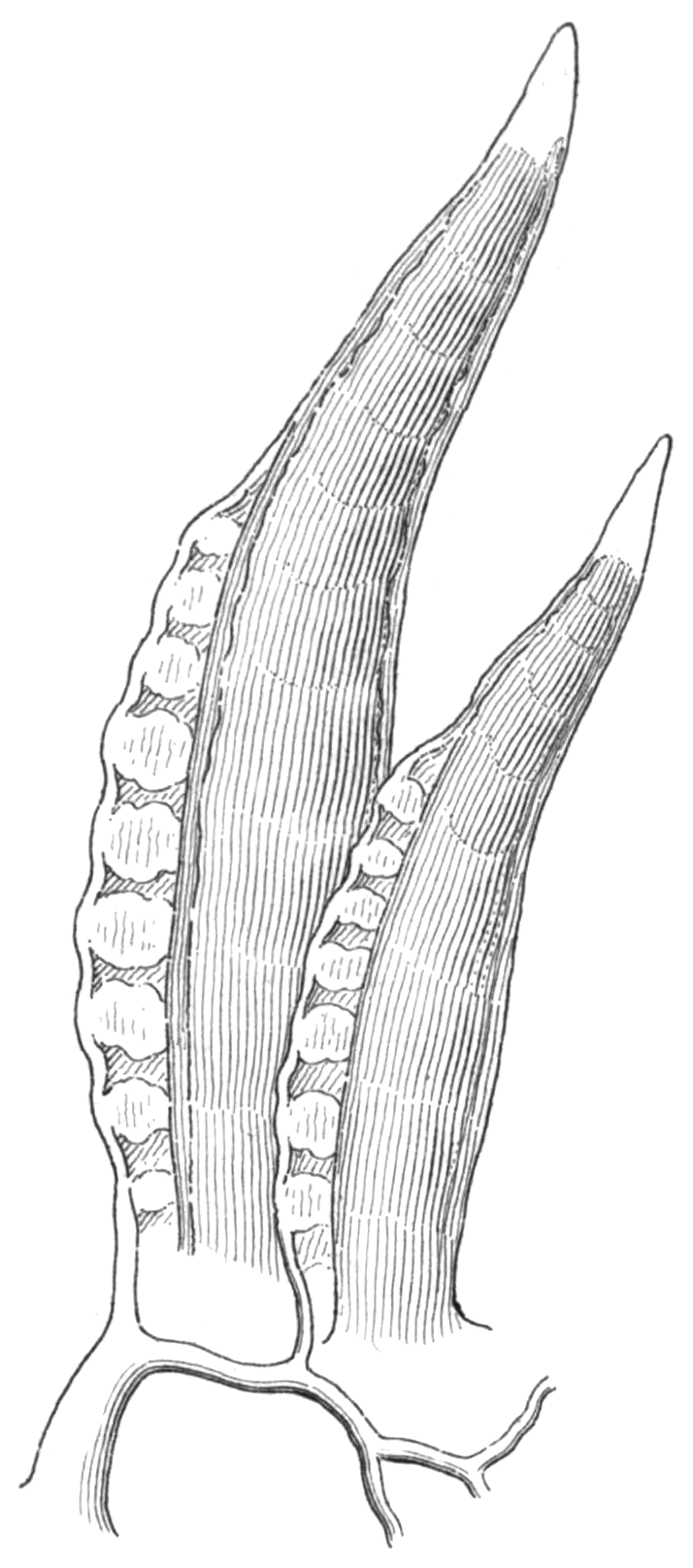
Fiona pinnata: Cerata

Cerata sind Hautauswüchse, die die Hautoberfläche der Tiere vergrößern.
Da der für den Zellstoffwechsel notwendige Gasaustausch (CO2 gegen O2) von der Zahl der an der Oberfläche zur Verfügung stehenden spezialisierten Zellen abhängt, wird durch die Cerata die Atmung gefördert und verbessert.
Im Bild rechts sieht man die Cerata einer Fiona pinnata.
Im Inneren der Cerata befinden sich an der Vorderseite stark aufgefächerte Membranen.
Diese Membranen bündeln sich in kleinen, nach unter verlaufenden Gefäßen, welche aus den Cerata heraus in einen größeren Mittelstrang führen.

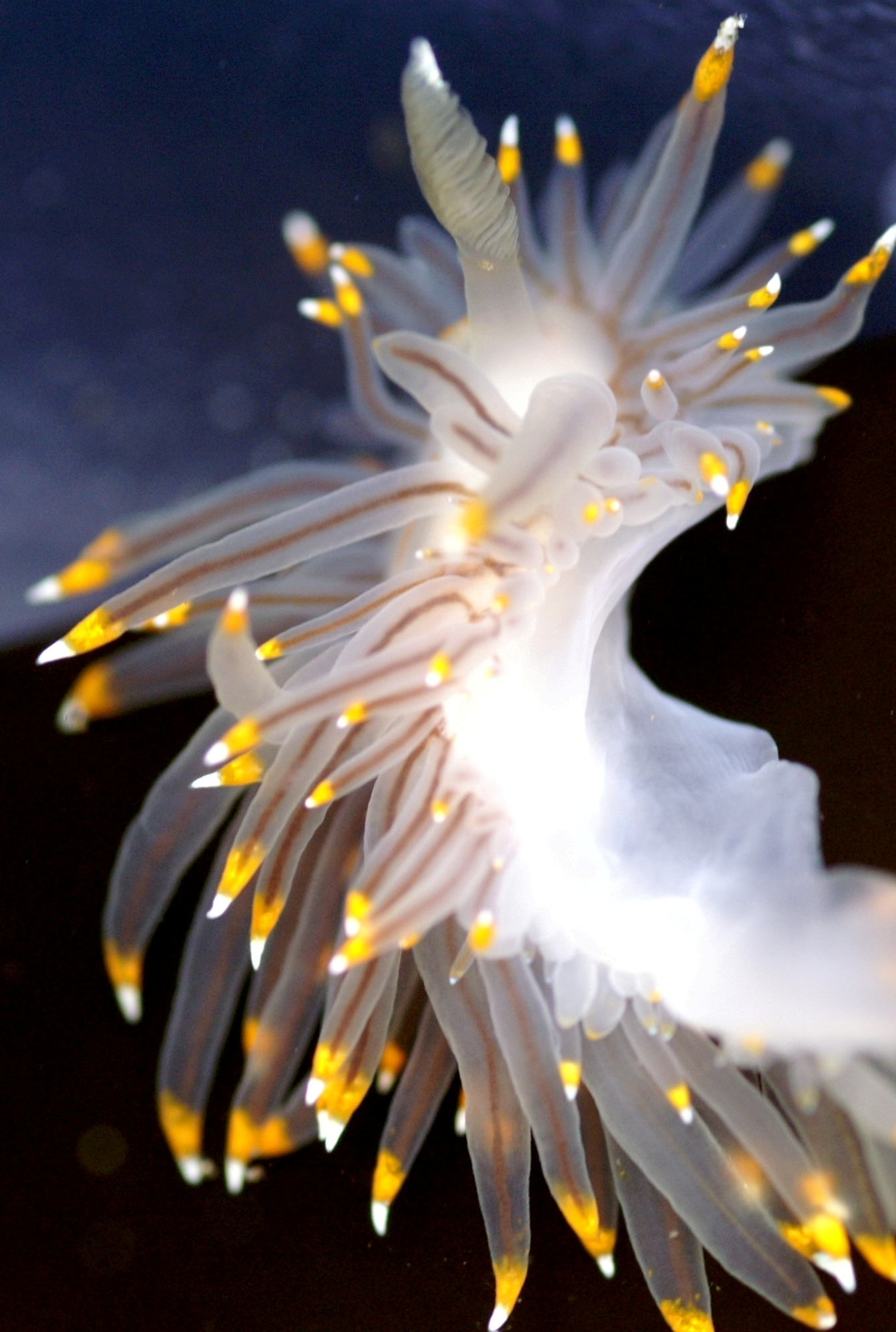
Janolus fuscus: Cerata

Bei einigen Schneckengruppen innerhalb der Nacktkiemer, werden die Cerata von einer feinen, zentralen Papillare durchzogen. Diese schließt die Cerata an den Verdauungstrakt an. Somit kann ein Stofftransport in die und aus den Cerata erfolgen, und die Cerata können neben der Hauptfunktion (Unterstützung der Atmung) Sekundärfunktionen übernehmen.
Im Bild links (Janolus fuscus) sieht man deutlich die dunkle Papillare im Zentrum sowie drei Abschnitte der Cerata: ein heller Grundstock, ein gelber Aufsatz mit Nesselkapseln, sowie die Cerataspitzen.
Viele Fadenschnecken ernähren sich auch von Nesseltieren (Cnidaria) und können deren Nesselkapseln (Nematocyten) gefahrlos aufnehmen. Doch anstatt sie zu verdauen, werden sie unversehrt in gespanntem Zustand in speziellen, nach außen mündenden Hautsäcken (Nesselsäcke) an den Spitzen der Cerata eingelagert. In Gefahrensituationen oder bei Brüchen der Cerataspitzen werden die Nesseln dann über Nesselkanäle abgeschossen. Da die Nesselkapseln nicht in Eigenproduktion entstanden sind, heißen diese Tiere auch Nesseldiebe (Kleptocnide).

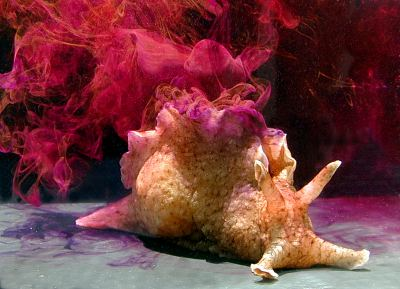
Aplysia californica: Sekretausstoß

Andere Gruppen wie z. B. Breitfußschnecken der Gattung Aplysia, auch Seehasen genannt, benutzen die Cerata für Blendtaktiken. Die Aplysia können sich zwar nicht aktiv mit Hilfe von Nesselkapseln verteidigen, aber sie lagern in ihren Cerata unangenehm riechende Sekrete. Bei Angriffen stoßen sie (ähnlich wie Eidechsen, die ihren Schwanz opfern) ein oder mehrere der Cerata ab. Diese bleiben zurück und kontrahieren stark für einige Zeit. Gleichzeitig strömt das stinkende Sekret aus und hinterlässt im Wasser eine weiße bis violette Wolke.
Das Kalkül solcher Taktiken ist, dass potentielle Angreifer durch die kontrahierenden Cerata oder sich verteilende Farbstoffe irritiert werden oder durch stinkende Sekrete abgestoßen werden und somit Fluchtzeit gewonnen wird.